# Treck
Ein Treck (niederdeutsch Treck, mittelniederdeutsch trek bzw. niederländisch/afrikaans trek; von trekken, mittelhochdeutsch trecken bzw. mittelniederdeutsch trecken, Intensivbildung zu mittelhochdeutsch trechen, „ziehen“; vgl. auch lateinisch trahere, „ziehen“ bzw. Traktor (Trecker) = Zugmaschine) ist ein längere Zeit – Tage bis Jahre – andauernder Zug von Fußgängern, Berittenen oder Fuhrwerken.

## Ansiedlertrecks
Der Begriff Treck erhielt seine Bedeutung als Zug von Siedlern vor allem durch den Großen Treck der südafrikanischen Buren in den 1830er Jahren. Diese Ereignisse sind in den kollektiven Gründungsmythos dieser Bevölkerungsgruppe eingegangen. Der Begriff wurde daraufhin aus dem Afrikaans ins Englische übernommen, weshalb er dort die für das Englische ungewöhnliche Schreibweise „trek“ behält.
So fand er auf die Züge der Siedler und Pioniere in Nordamerika im 19. Jahrhundert seine Anwendung. Die Siedlertrecks spielen in zahlreichen Western-Spielfilmen (und auch Dokumentarfilmen) eine Rolle; gelegentlich wird hier eine Planwagen-Romantik stilisiert (z. B. durch Aufnahmen der oft grandiosen Landschaft). Ferner taucht der Begriff auch im Titel der Science-Fiction-Fernsehserie Star Trek auf, die von ihrem Erfinder Gene Roddenberry in Anspielung auf eine in den 1960ern populäre Westernserie als „Wagon Train to the stars“ beschrieben wurde.

## Flüchtlingstrecks

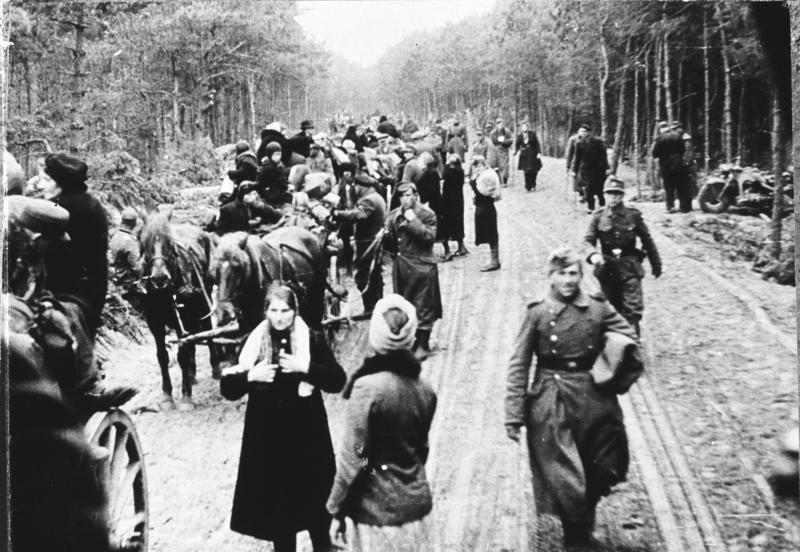
Treck mit Flüchtlingen und Wehrmachtssoldaten im Raum Braunsberg (Ostpreußen), Februar/März 1945

Das im Deutschen eher selten gebrauchte Wort drang erst angesichts der Flüchtlingsströme am Ende des Zweiten Weltkrieges in die Umgangssprache ein. Im Winter 1944/45 starteten die ersten Flüchtlingstrecks vor der russischen Front in Ostpreußen, Westpreußen, Pommern, Schlesien sowie dem Sudetenland u. a. in Richtung Westen. Mindestens zwei Millionen Menschen starben.
Als Treck wird seither ein gemeinsamer Zug von Auswanderern, aber auch von Flüchtlingen oder Vertriebenen aus ihrer Heimat in ein anderes Gebiet bezeichnet, oft als Folge von Änderungen von Staatsgebieten in Kriegen und unter Verwendung primitiver Transportmittel, das heißt zu Fuß und mit von Zugtieren gezogenen vielfach überladenen Fuhrwerken, (Leiterwagen oder Planwagen mit allen noch transportablen Habseligkeiten) über eine große Distanz.
Durch Erschöpfung, Krankheit und schlechte Versorgung sind viele Menschen und Tiere überfordert und erreichen das Ziel nicht.
Die Flucht im Treck wird z. B. von Siegfried Lenz in seinem Roman Heimatmuseum geschildert.